# Ignacio Risso
Ignacio Risso, vollständiger Name Ignacio Risso Thomasset , (* 8. Oktober 1977 in Montevideo) ist ein ehemaliger uruguayischer Fußballspieler.

## Karriere

### Verein
Der je nach Quellenlage 1,87 Meter oder 1,88 Meter große Offensivakteur Risso stand zu Beginn seiner Karriere 1998 in Reihen des seinerzeitigen Zweitligisten Miramar Misiones. Anschließend spielte er von der Apertura 1999 bis in die Apertura 2002 für den Erstligisten Danubio FC. Seine nächste Karrierestation wählte er in Argentinien bei CA Lanús. Dort absolvierte er im Rahmen einer Ausleihe in der Apertura 2002 und Clausura 2003 insgesamt 29 Partien in der Primera División, bei denen er sechs Tore erzielte. 2003 bestritt er ebenfalls 21 Erstligabegegnungen für den ecuadorianischen Klub LDU Quito und traf dreimal ins gegnerische Tor. In der Clausura 2004 stand er erneut in 16 Erstligaspielen (ein Tor) für Lanús auf dem Platz. Sowohl in der Clausura 2004 als auch in der Zwischensaison 2005 war er wieder Spieler des Danubio FC. 2004 wurde er dabei mit dem Klub aus Montevideo Uruguayischer Meister. Risso trug dazu mit zehn Treffern als erfolgreichster Torschütze des Teams bei. Ab Juli 2005 stand er auf Leihbasis des argentinischen Vereins Quilmes AC, bei dem er die Apertura 2005 und die Clausura 2006 verbrachte. Bei 23 Einsätzen traf er viermal für die Argentinier. Anschließend wechselte er nach Europa. Dort stand er in der Saison 2006/07 in Spanien bei SD Ponferradina unter Vertrag. Die Einsatzbilanz weist dort 35 Spiele und neun Tore für ihn aus. In den Spielzeiten 2007/08 und 2008/09 kam er in insgesamt 60 Ligaspielen für den zypriotischen Klub Apollon Limassol zum Zug. 20 Tore weist die Statistik bei dieser Station für ihn aus. Seit der Saison 2009/10 steht er bei Defensor Sporting unter Vertrag. Bis zum Abschluss der Saison 2013/14 lief er bei den Montevideanern in 137 Partien der Primera División auf und schoss 45 Tore. Zudem stehen für ihn fünf Einsätze (kein Tor) in der Copa Sudamericana und zehn (kein Tor) in der Copa Libertadores zu Buche. In der Spielzeit 2014/15 wurde er 24-mal (sieben Tore) in der höchsten uruguayischen Spielklasse eingesetzt. Am 19. Juni 2015 gab er sein Karriereende bekannt.

### Nationalmannschaft
Am 22. Januar 2000 wurde er von Trainer Víctor Púa im Rahmen des südamerikanischen „Torneo Preolímpico“ der U-23-Auswahlen in Uruguays Nationalmannschaft beim 2:1-Sieg über Bolivien in der 59. Spielminute für José Franco eingewechselt. Am 29. Januar 2000 stand er sodann beim mit einem 2:1-Sieg endenden Aufeinandertreffen gegen Argentiniens U-23 in der Startelf. Gegen Chile am 2. Februar 2000 (1:4-Niederlage) kam er erneut als Einwechselspieler sowie am 4. Februar 2000 gegen Argentinien (0:3-Niederlage) und am 6. Februar 2000 gegen Brasilien (2:2) in der Startelf stehend zum Zug. Sein einziges Tor erzielte er dabei im Spiel gegen die Brasilianer.

## Erfolge
- Uruguayischer Meister: 2004